# بدري حسون فريد
بدري حسون فريد (1 تموز/يوليو1927- 17 تشرين الثاني/نوفمبر2017) فنان عراقي، وأحد رواد الفنانيين العراقيين من مواليد 1927.

## حياته
ولد الفنان بدري حسون فريد في مدينة كربلاء عام 1927 أنهى دراسته الابتدائية والثانوية في مدينة كربلاء، دخل معهد الفنون الجميلة قسم الفنون المسرحية عام 1950 وتخرج منه في عام 1955 ليحصل على الدبلوم والأول على دورته.
حصل على بعثة دراسية لدراسة المسرح في معهد (كودمان ثيتر) في مدينة شيكاغو الأمريكية للفترة (1962 – 1965) ليحصل على البكالوريوس والماجستير بتفوق. 
غادر العراق في نهاية عام 1995م مستقرا في المغرب حيث عمل مدرسا لمادة التمثيل في جامعة الرباط حتى عاد إلى العراق عام 2010.
في الخامس من شهر تشرين الأول من عام 2010 بعد عودته إلى العراق دخل في غيبوبة نتيجة إصابته بجلطة دماغية عام2017.

## حياته الفنية
أخرج في أمريكا مسرحية الشارع الملكي تأليف تينيسي وليامز على مسرح الاستوديو في معهد كودمان ثيتر وهي من متطلبات نيل شهادة الماجستير في الإخراج المسرحي عام 1965. 
عندما عاد إلى الوطن عمل مدرسا في معهد الفنون الجميلة / قسم المسرح ببغداد عام 1966.
أخرج للمسرح بعد عودته للعراق مسرحية عدو الشعب لـ (ابسن) على مسرح معهد الفنون الجميلة ببغداد عام 1967. 
أخرج مسرحية الساعة الأخيرة تأليف ميخائيل سيبستيان لفرقة المسرح الشعبي عام 1969. 
أخرج مسرحية بيت أبو كمال لفرقة المسرح الشعبي وهي من تأليفه وعرضت على المسرح القومي ببغداد عام 1969.
أخرج مسرحية الحصار تأليف عادل كاظم وقدمت على المسرح القومي عام 1971 ومثلت العراق لأول مرة في مهرجان دمشق المسرحي وعرضت على مسرح الحمراء يومي 16 و17 نيسان عام 1971.
أخرج مسرحية مركب بلا صياد تأليف أليخاندرو كاسونا لأكاديمية الفنون الجميلة ببغداد، وعرضت على المسرح التجريبي عام 1973. 
أخرج مسرحية بطاقة دخول إلى الخيمة تأليف عبد الأمير معلة وإنتاج فرقة المسرح الوطني وعرضت على المسرح القومي عام 1974.
أخرج مسرحية الجرة المحطمة تأليف هاينرش فون كلايست إنتاج أكاديمية الفنون الجميلة وعرضت على المسرح التجريبي عام 1975.
أخرج مسرحية جسر ارتا تأليف هرمان هسه تقديم الفرقة القومية للتمثيل عام 1985. 
أخرج مسرحية هوراس تأليف بيير كورنيه وقدمتها الفرقة القومية للتمثيل وعرضت على مسرح الرشيد عام 1987.
كتب وأخرج مسرحية الحاجز قدمتها أكاديمية الفنون الجميلة وعرضت على قاعة حقي الشبلي عام 1993.
كتب واخرج مسرحية خطوة من الف خطوة قدمتها أكاديمية الفنون الجميلة وعرضت على قاعة حقي الشبلي عام 1994. 
أعد مسرحية الردهة عن قصة أنطوان تشيخوف الشهيرة ردهة رقم 6 وأخرجها وقد أنتجت من قبل أكاديمية الفنون الجميلة وعرضت على قاعة حقي الشبلي عام 1995. 
قدم في المنفى مونودراما المصطبة ممثلا وهي من تأليف وإخراج جواد الاسدي وعرضت في كل من بيروت والرباط.
مثل في العديد من الأعمال المسرحية وكان أشهر دور له في مسرحية الطوفان تأليف عادل كاظم وإخراج إبراهيم جلال عندما قام بدور الكاهن آنام وعرضت المسرحية في مهرجان دمشق الثالث عام 1973.
كتب العديد من المسرحيات للمسرح العراقي كان اشهرها مسرحية نشيد الأرض ومسرحية بيت أبو كمال. 
كما ألف مسرحيات عديدة أخرى نذكر منها الحاجز وخطوة من الف خطوة والجائزة. 
مثل في العديد من الأفلام السينمائية منها ارحموني ونبوخذ نصر والقادسية وبابل حبيبتي والعاشق.

## أبرز إنجازاته الفنية
حصلت مسرحيته الحصار التي أخرجها على جائزة أفضل إنتاج متكامل عام 1971. 
حصل على جائزة أفضل مخرج للموسم المسرحي عام 1973 عن إخراجه لمسرحية مركب بلا صياد.
حصل على جائزة أفضل ممثل مسرحي للموسم المسرحي 1974 عن دوره في مسرحية الطوفان الكاهن آنام. 
حصلت مسرحيته الردهة لأفضل إخراج في وزارة الثقافة عام 1995.